# Adam Brody
Pour les articles homonymes, voir Brody.
Adam Jared Brody est un acteur et musicien américain né le 15 décembre 1979 à San Diego (Californie).

## Biographie
Ses parents sont tous deux originaires de Détroit, Michigan. Il a des jeunes frères jumeaux nommés Sean et Matt. Après avoir grandi à San Diego, il quitte le lycée et comme il ne peut se lancer dans une carrière de surfeur professionnel, il part à Los Angeles afin d'y suivre ses études, quitte son ancien emploi au BlockBusters pour devenir acteur. Il engage un professeur d'art dramatique privé ainsi qu'un agent pour lancer sa carrière à la télévision[source secondaire souhaitée].

### Carrière
Il enchaîne plusieurs petits rôles dans différentes séries, notamment Smallville, puis Gilmore Girls aux côtés d'Alexis Bledel, connaîtra le succès et une consécration mondiale en 2003 grâce au rôle de Seth Cohen dans la série Newport Beach durant quatre ans.
Il réalise l'exploit lorsqu'il remporte en 2004 et en 2005, le Teen Choice Awards du meilleur acteur deux années consécutives.
En 2005, il fait une apparition au grand écran dans le film Mr et Mrs Smith, sous les traits d'un jeune agent secret, aux côtés de Brad Pitt et Angelina Jolie. Dans le film In the Land of Women, film ayant vu le jour en 2007, il joue en compagnie de Kristen Stewart et Meg Ryan.
En 2009, il relance sa carrière[source secondaire souhaitée] grâce à Jennifer's Body, aux côtés de Megan Fox.
En 2010, il enchaîne ensuite les tournages et joue dans Top Cops avec Bruce Willis, puis partage l'affiche de Les Meilleurs Amis avec Katie Holmes.

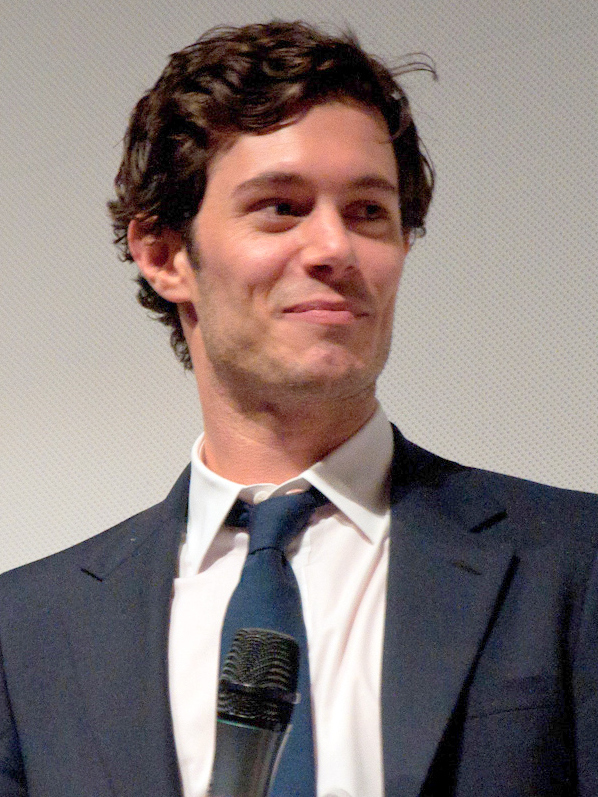
Adam Brody au Festival international du film de Toronto 2011.

En 2011, il fait partie du casting de Scream 4 de Wes Craven, aux côtés de Courtney Cox, David Arquette ou encore Emma Roberts.
En 2012, l'acteur originaire de San Diego joue dans Jusqu'à ce que la fin du monde nous sépare aux côtés de Steve Carell et Keira Knightley, réalisé par son ancienne partenaire Lorene Scafaria.
Il enchaînera en 2013 avec le tournage de Hemlock Drive aux côtés de David Arquette et Susan Sarandon, puis dans Lovelace, un biopic dans lequel Amanda Seyfried aura le rôle de la légendaire Linda Lovelace et est aussi dans la comédie Welcome to the Jungle au côté du célèbre acteur belge Jean-Claude Van Damme ou encore en fin d'année, dans House of Lies, où il partage l'affiche avec Kristen Bell.

### Vie privée
De 2003 à 2006, il est le compagnon de Rachel Bilson[source secondaire souhaitée].
Depuis décembre 2012, il est en couple avec l'actrice Leighton Meester qu'il a rencontrée sur le tournage du film The Oranges. Ils se sont fiancés en novembre 2013 et se marient en février 2014.
En mai 2015, ils annoncent officiellement attendre leur premier enfant. Le 4 août 2015, ils deviennent parents d'une petite fille prénommée Arlo Day. En avril 2020, ils annoncent attendre leur deuxième enfant. En septembre 2020, ils deviennent parents d'un petit garçon.
En janvier 2025, le couple perd sa maison de Pacific Palisades à Los Angeles détruite lors de l’incendie qui a ravagé Los Angeles.

## Filmographie

### Cinéma

#### Longs métrages
- 1999 : Random Acts of Violence de Drew Bell et Jefferson Langley : L'étudiant
- 2001 : Roadside Assistance de Jennifer Derwingson : Rusty
- 2001 : American Pie 2 de J. B. Rogers (en) : L'étudiant de l'école secondaire
- 2001 : According to Spencer (en) de Shane Edelman : Tommy
- 2002 : Le Cercle (The Ring) de Gore Verbinski : Kellen
- 2003 : Grind de Casey La Scala : Justin Knight
- 2003 : Missing Brendan d'Eugene Brady : Patrick Calden
- 2005 : Mr et Mrs Smith de Doug Liman : Benjamin Danz
- 2005 : Thank You for Smoking de Jason Reitman : Jack
- 2007 : The Ten de David Wain : Stephen Montgomery
- 2007 : Smiley Face de Gregg Araki : Steve, le dealer
- 2007 : In the Land of Women de Jon Kasdan : Carter Webb
- 2008 : Les Ombres du passé (Death in Love) de Boaz Yakin : Talent Agent
- 2009 : Jennifer's Body de Karyn Kusama : Nikolai Wolf
- 2010 : Les Meilleurs Amis (The Romantics) de Galt Niederhoffer : Jake
- 2010 : Top Cops de Kevin Smith : Barry Mangold
- 2011 : Scream 4 de Wes Craven : Inspecteur adjoint Hoss
- 2011 : Love Next Door (The Oranges) de Julian Farino : Toby Walling
- 2011 : Damsels in Distress de Whit Stillman : Fred Packenstacker / Charlie Walker
- 2012 : Revenge for Jolly! de Chadd Harbold : Danny
- 2012 : Jusqu'à ce que la fin du monde nous sépare (Seeking a Friend for the End of the World) de Lorene Scafaria : Owen
- 2013 : Lovelace de Rob Epstein et Jeffrey Friedman : Harry Reems
- 2013 : Some Girl(s) de Daisy von Scherler Mayer : l'homme
- 2013 : Welcome to the Jungle de Rob Meltzer : Chris
- 2013 : Destination Love de David E. Talbert (en) : Sam
- 2014 : Amies malgré lui (Life Partners) de Susanna Fogel : Tim
- 2014 : Growing Up and Other Lies  de Darren Grodsky et Danny Jacobs : Rocks
- 2014 : Think Like a Man Too de Tim Story : Isaac
- 2015 : Jamais entre amis (Sleeping with Other People) de Leslye Headland : Sam
- 2016 : Yoga Hosers de Kevin Smith : Ichabod
- 2017 : CHiPs de Dax Shepard : Clay Allen
- 2017 : Very Bad Bachelor Party de Joey Kern : Eric
- 2019 : Shazam! de David F. Sandberg : Freddy Freeman, forme magique adulte
- 2019 : Wedding Nightmare de Matt Bettinelli-Olpin et Tyler Gillett : Daniel Le Domas
- 2019 : Jay et Bob contre-attaquent… encore (Jay and Silent Bob Reboot) de Kevin Smith : Le concierge
- 2020 : Promising Young Woman d'Emerald Fennell : Jez
- 2020 : Fini de jouer (The Kid Detective) de Evan Morgan : Abe Applebaum
- 2023 : Shazam! La Rage des Dieux (Shazam! Fury of the Gods) de David F. Sandberg : Freddy Freeman, forme magique adulte
- 2023 : American Fiction de Cord Jefferson : Wiley

#### Courts métrages
- 2000 : Never Land de Kia Simon : Jack
- 2000 : The Silencing de Leslie Rogers : Karl
- 2003 : Home Security de Sean K. Lambert : Greg
- 2010 : Sticky Minds de Brian Gaynor : Roger
- 2012 : Double or Nothing de Nathaniel Krause : Clark

### Télévision

#### Séries télévisées
- 1999 : Undressed : Lucas
- 1999 : The Amanda Show : Greg Brady
- 2000 : City Guys (en) : Un client
- 2000 - 2001 : Deuxième chance (Once and Again) : Coop
- 2001 : Amy : Barry « Romeo » Gilmore
- 2001 : Associés pour la loi (Family Law) : Noel Johnson
- 2001 : Go Fish (en) : Billy
- 2001 - 2002 : Saucisses party (en) (The Sausage Factory) : Zack Altman
- 2001 / 2004 : Parents à tout prix (Grounded for Life) : Brian
- 2002 : Smallville : Justin Gaines
- 2002 - 2003 : Gilmore Girls : Dave Rygalski
- 2003 - 2007 : Newport Beach : Seth Cohen
- 2004 : Mad TV : Seth Cohen
- 2006 : The Loop : Keith
- 2011 : Funny or Die Presents… : Roger
- 2012 : Good Vibes (en) : Woodie (voix)
- 2013 : House of Lies : Nate Hyatt
- 2013 : Burning Love (en) : Max
- 2013 : Kroll Show (en) : Joel Faizon
- 2013 - 2014 : The League : Ted
- 2014 : New Girl : Berkley
- 2014 : Ten X Ten : L'homme des années 20
- 2014 : The Cosmopolitans : Jimmy
- 2015 - 2016: Billy & Billie : Billy Jones
- 2016 - 2019 : StartUp : Nick Talman
- 2018 : Urban Myths (en) : Jack Lemmon
- 2019 : Curfew : Max Larssen
- 2019 - 2020 : Single Parents (en) : Derek
- 2020 : Mrs. America : Marc Feigen-Fasteau
- 2022 : Anatomie d'un divorce (Fleishman Is In Trouble) : Seth
- 2024 : Nobody Wants This : Noah

#### Téléfilms
- 1995 : Now That de Chris Bould : rôle inconnu
- 2000 : Growing Up Brady (en) de Richard A. Colla : Barry Williams
- 2003 : The Sausage Factory : Tous les pois sont rouges de George Verschoor (en) : Zack
- 2015 : The History of Us : Andrew
- 2016 : Showing Roots (Titre français : Une amitié contre les préjugés) : Bud

### Clips musicaux
- The Donnas : Too Bad About Your Girl

## Distinctions

### Nominations
- Golden Globes 2025 : Meilleur acteur dans une série télévisée musicale ou comique pour Nobody Wants This

## Voix francophones
En France, Donald Reignoux est la voix régulière d'Adam Brody.
Au Québec, Nicolas Charbonneaux-Collombet et Sébastien Reding sont les voix québécoises régulières de l'acteur.
En France
| - Donald Reignoux dans : - American Pie 2 - Newport Beach (série télévisée) - Smiley Face - In the Land of Women - Jennifer's Body - Top Cops - Les Meilleurs Amis - Welcome to the Jungle - New Girl (série télévisée) - StartUp (série télévisée) - Une amitié contre les préjugés (téléfilm) - Shazam! - Wedding Nightmare - Curfew (en) (série télévisée) - Promising Young Woman - Shazam! La Rage des Dieux - Fiction à l'américaine - Nobody Wants This (série télévisée) | - Taric Mehani dans : - Gilmore Girls (série télévisée) - Damsels in Distress - Alexis Tomassian dans : - Mr. et Mrs. Smith - Single Parents (en) (série télévisée) Et aussi - Vincent Ropion dans Thank You for Smoking - Olivier Martret dans Scream 4 - Julien Allouf dans Jusqu'à ce que la fin du monde nous sépare - Nathanel Alimi dans Burning Love (en) (série télévisée) - Maxime Donnay dans Destination Love - Jérôme Frossard dans Mrs. America (mini-série) - Pascal Nowak dans Anatomie d'un divorce (mini-série) |

Au Québec
- Sébastien Reding[7] dans :
  - Grind
  - M. et Mme Smith
  - Le corps de Jennifer
  - Les romantiques
  - Flics en service
  - Jamais entre amis
- Nicolas Charbonneaux-Collombet[7] dans :
  - Au pays des femmes
  - Recherche ami pour partager fin du monde
  - Prêt pas prêt
  - Une jeune femme pleine de promesses

| Et aussi - Dany Boudreault dans CHiPs |